# Палая
Палая (итал. Palaia) — коммуна в Италии, располагается в области Тоскана, в провинции Пиза.
Население составляет 4513 человека (2008 г.), плотность населения составляет 61 чел./км². Занимает площадь 74 км². Почтовый индекс — 56036. Телефонный код — 0587.
Покровителем коммуны почитается святитель Мартин Турский, празднование 11 ноября.

## Демография
Динамика населения:

## Администрация коммуны
- Официальный сайт: http://www.comune.palaia.pisa.it/

## Города-побратимы
- Пьервер (Франция, с 2002)